# Federação de Futebol da Ásia Ocidental
A Federação de Futebol da Ásia Ocidental (WAFF), é uma das cinco associações que compõem a Confederação Asiática de Futebol (AFC).
Fundada em 2001, é uma associação das nações que jogam futebol na Ásia Ocidental. Seus membros fundadores são Irã, Iraque, Jordânia, Líbano, Palestina e Síria. Em 2009, mais três associações se uniram à federação: Catar, Emirados Árabes Unidos e Iêmen. Quatro outras nações da Ásia Ocidental: Bahrein, Kuwait, Omã e Arábia Saudita se uniram em 2010.  O Irã deixou a federação em 10 de junho de 2014 com a criação da Federação de Futebol da Ásia Central.
Eles organizam o Campeonato da Federação de Futebol da Ásia Ocidental. Algumas nações foram convidadas a participar da competição de fora da região. O Cazaquistão e o Quirguistão, que não são membros, foram convidados a participar da primeira edição do torneio em 2000. O Secretário Geral é o jordaniano Khalil Al Salem.

## Membros
O WAFF tem 12 associações membros. Todos eles são membros da Confederação Asiática de Futebol.
| Associação             | Ano de Junção          |
| ---------------------- | ---------------------- |
| Bahrein                | 2010                   |
| Iraque                 | 2001 (Membro Fundador) |
| Jordânia               | 2001 (Membro Fundador) |
| Kuwait                 | 2010                   |
| Líbano                 | 2001 (Membro Fundador) |
| Omã                    | 2010                   |
| Catar                  | 2009                   |
| Arábia Saudita         | 2010                   |
| Palestina              | 2001 (Membro Fundador) |
| Síria                  | 2001 (Membro Fundador) |
| Emirados Árabes Unidos | 2009                   |
| Iêmen                  | 2009                   |

### Antigos membros
| Associação | Anos de Permanência |
| ---------- | ------------------- |
| Irã        | 2001–2014           |